# Žabník jitrocelový
Žabník jitrocelový (Alisma plantago-aquatica) je druh jednoděložných rostlin z čeledi žabníkovité (Alismataceae).

## Popis
Jedná se o vytrvalou bahenní až vodní rostlinu, dorůstá výšky cca 20-100 cm  s hlíznatým oddenkem. Listy jsou řapíkaté, uspořádány do přízemní růžice, čepele jsou vejčité, eliptické až kopinaté, na bázi většinou srdčité až uťaté, jen málokdy klínovité. Květy jsou uspořádány do květenství, jedná se o přeslenatou vrcholovou latu. Okvětí je rozlišeno na kalich a korunu. Kališní lístky jsou 3, korunní také 3, korunní lístky jsou bílé, nikoliv narůžovělé jako u podobného žabníku kopinatého. Květy se otevírají hlavně odpoledne . Gyneceum je apokarpní. Čnělka je přímá a bliznová část zabírá jen 1/8-1/3 délky čnělky. Plodem jsou nažky uspořádané v souplodí.

## Rozšíření ve světě
Žabník jitrocelový roste v rozsáhlých oblastech Evropy a Asie . Ze Severní Ameriky je udáván jako nepůvodní z Aljašky , jinak tam je nahrazen příbuznými druhy Alisma subcordatum a Alisma triviale .

## Rozšíření v Česku
V ČR roste celkem hojně od nížin do podhůří. Vyskytuje se hlavně při březích vod, v různých zbahnělých a zavodněných příkopech a depresích a často též na obnažených dnech, hojný ve společenstvech obojživelných rostlin sv. Oenanthion aquaticae.

## Galerie

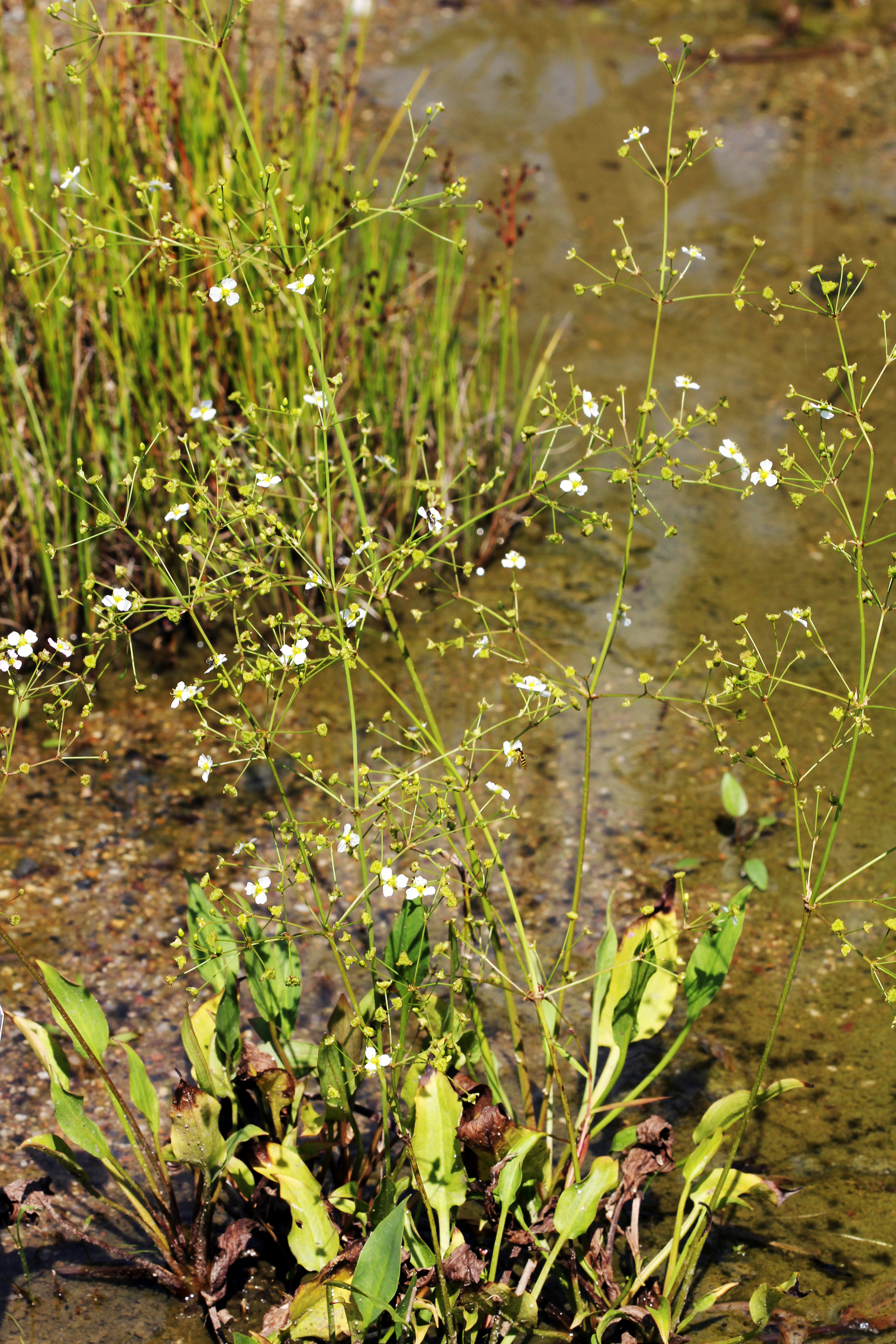
Habitus
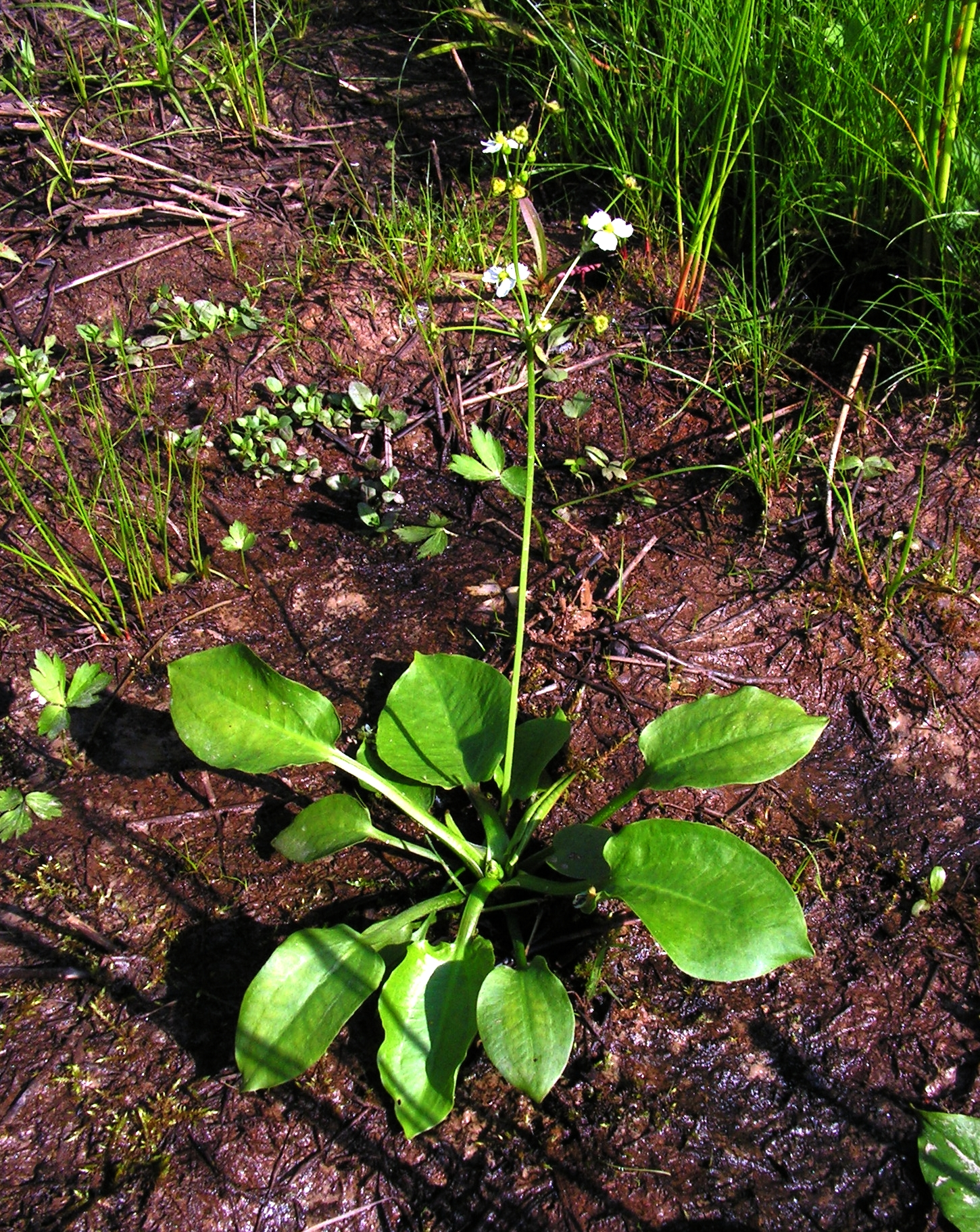
Celá rostlina
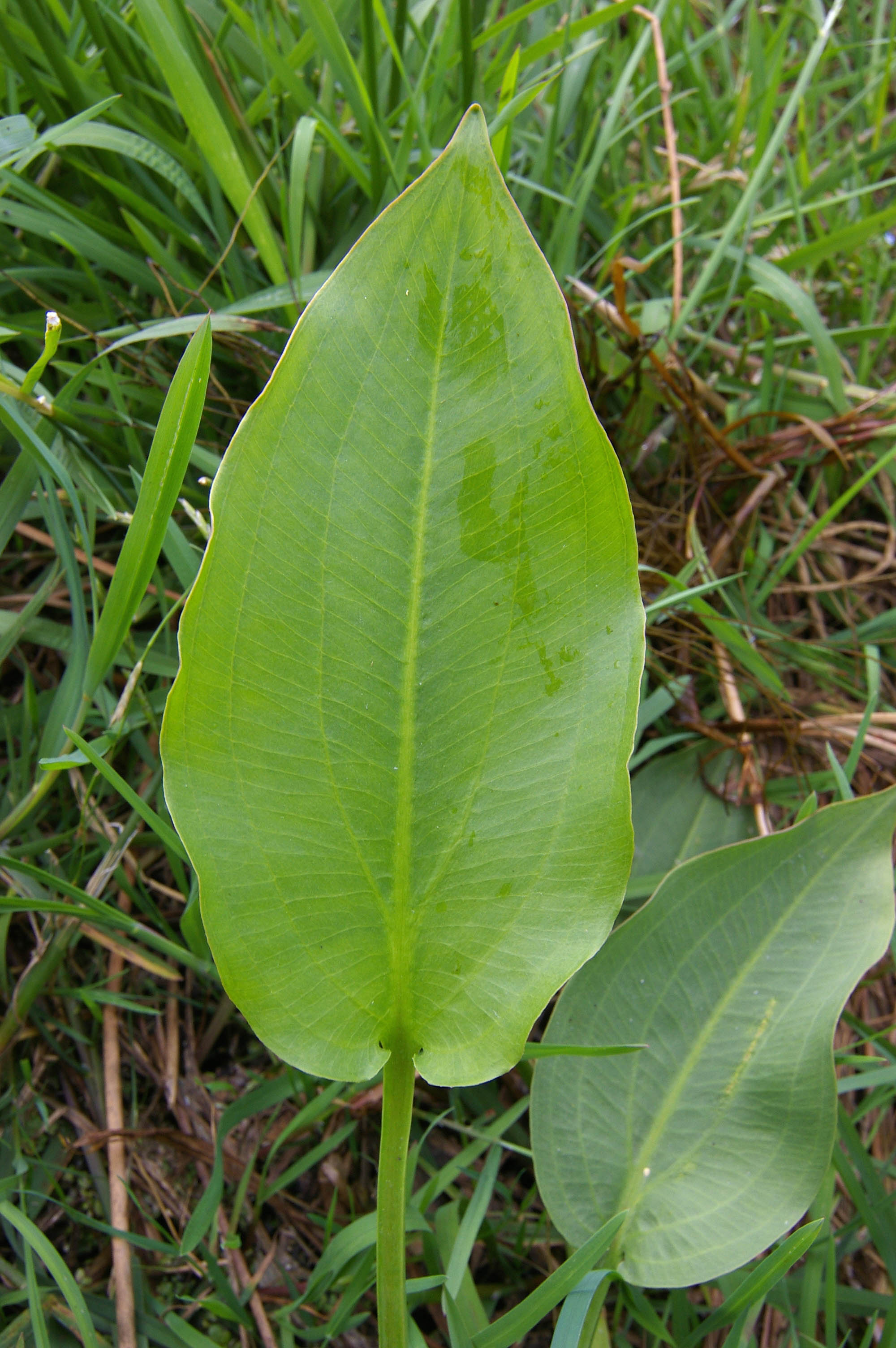
List
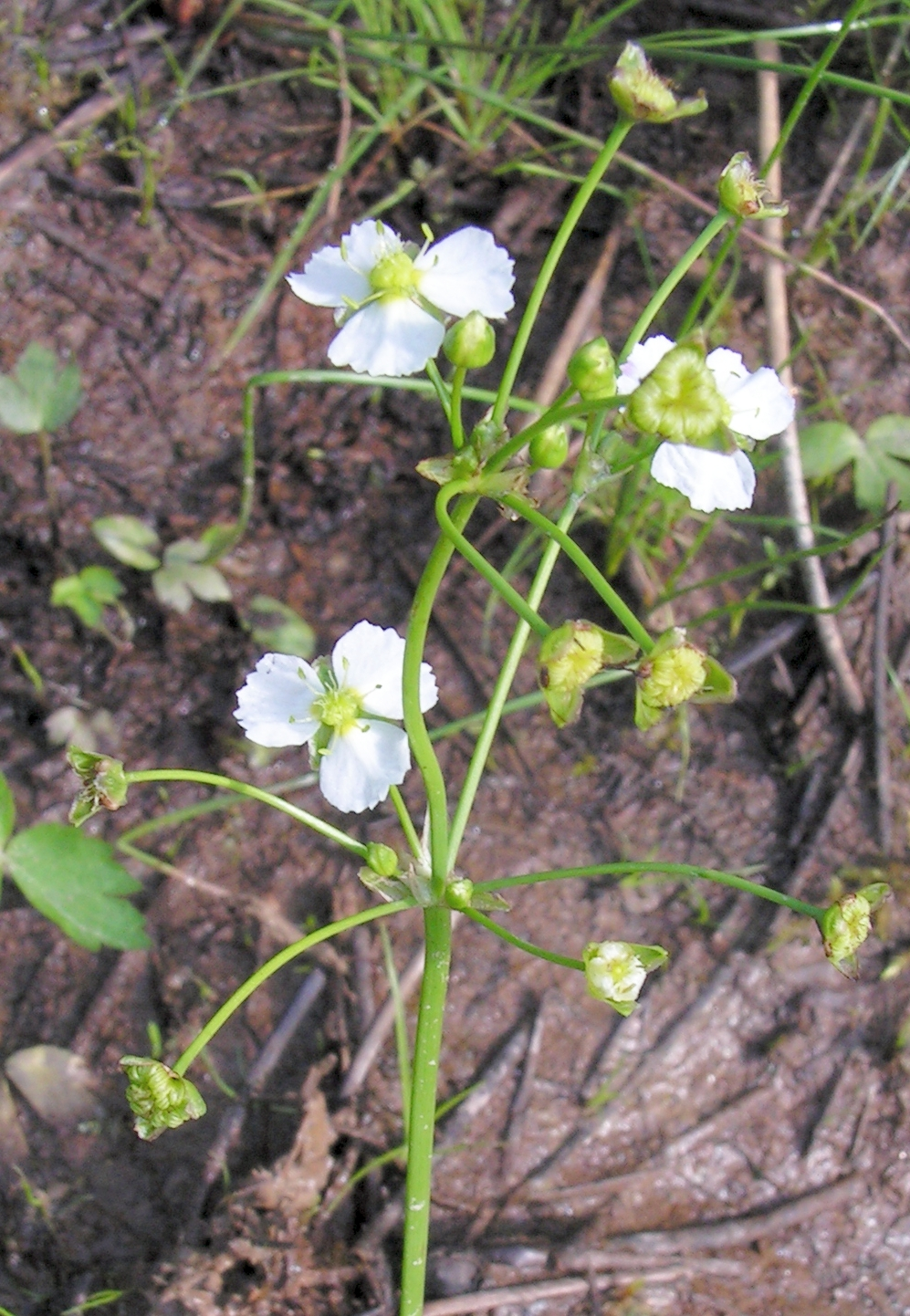
květy
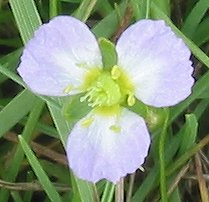
Detail květu
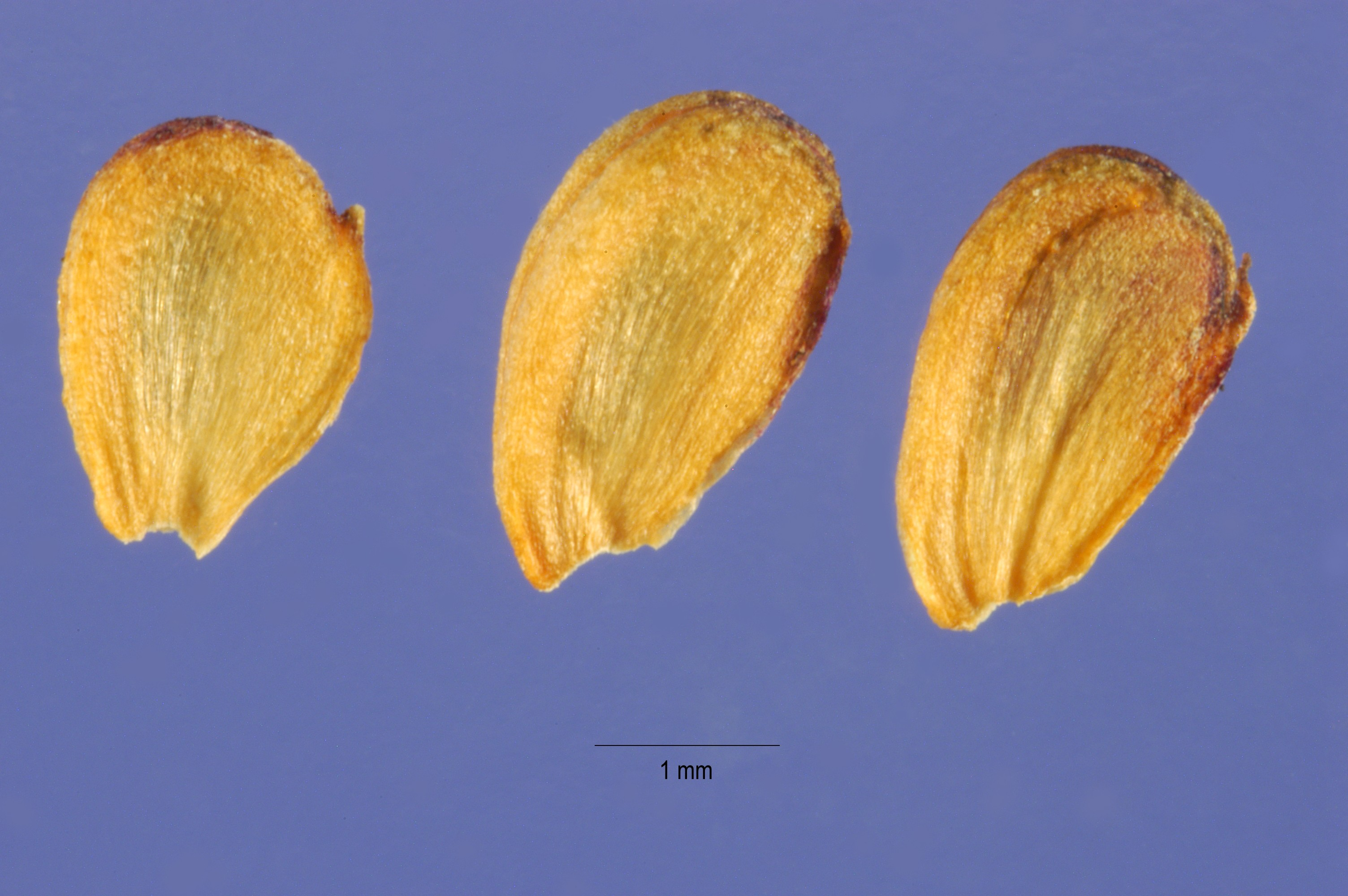
Semena
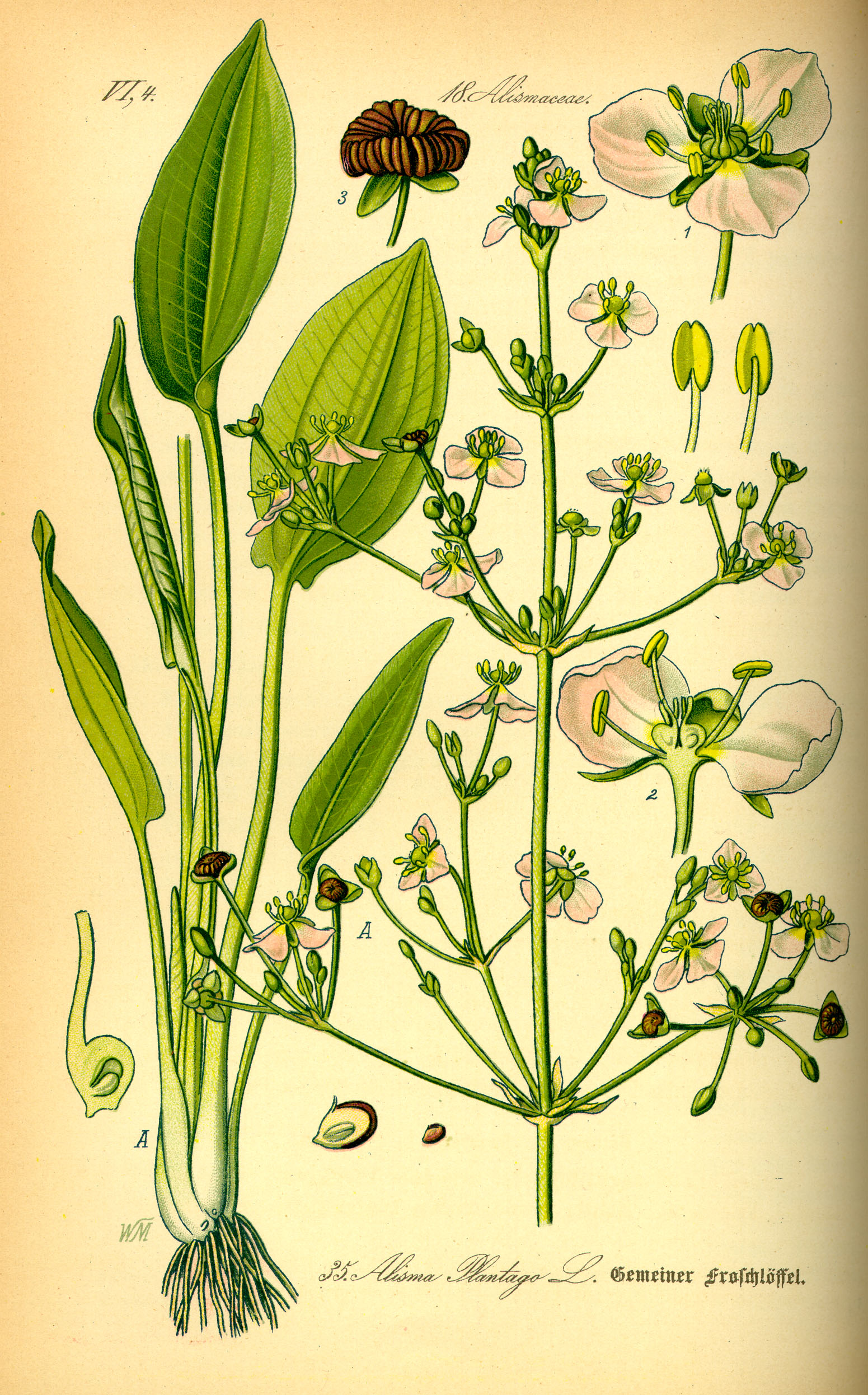
Ilustrace